# Епархия Танджункаранга
Епархия Танджункаранга (лат. Dioecesis Tangiungkarangana) — епархия Римско-Католической церкви с центром в городе Бандар-Лампунг, Индонезия. Епархия Танджункаранга входит в митрополию Палембанга. Кафедральным собором епархии Танджункаранга является церковь Христа Царя.

## История
19 июня 1952 года Римский папа Пий XII издал буллу Ad animorum bonum, которой учредил апостольскую префектуру Танджункаранга, выделив её из апостольской префектуры Палембанга (сегодня — Архиепархия Палембанга).
3 января 1961 года Римский папа Иоанн XXIII издал буллу Quod Christus, которой преобразовал апостольскую префектуру Танджункаранга в епархию. В этот же день епархия Паналпинанга вошла в митрополию Медана.
1 июля 2003 года епархия Паналпинанга вошла в митрополию Палембанга.

## Ординарии епархии
- епископ Albert Hermelink Gentiaras SCI[1] (27.06.1962 — 18.04.1979);
- епископ Andreas Henrisusanta SCI (18.04.1979 — 6.07.2012);
  - Aloysius Sudarso SCI (6.07.2012 — по настоящее время) — апостольский администратор.

## Источник
- Annuario Pontificio, Libreria Editrice Vaticana, Città del Vaticano, 2003, ISBN 88-209-7422-3
- Булла Ad animorum bonum, AAS 44 (1952), стр. 760 (лат.)
- Булла Quod Christus, AAS 53 (1961), p. 244  (лат.)